# 1843 w muzyce
Wydarzenia muzyczne w 1843 roku.

## Wydarzenia
- 2 stycznia – w drezdeńskiej Hoftheater odbyła się prapremiera opery Richarda Wagnera Latający Holender[1][2]
- 3 stycznia – w paryskiej Théâtre Italien miała miejsce premiera opery Don Pasquale Gaetana Donizettiego[1][2]
- 16 stycznia – w paryskiej Salle Favart II miała miejsce premiera opery La part du diable Daniela Aubera[1][2]
- 11 lutego – w mediolańskiej La Scali miała miejsce premiera opery Lombardczycy na pierwszej krucjacie Giuseppe Verdiego[1][2]
- 20 lutego – w Hanowerze odbyła się premiera „Festspiel zur Feier der Vermählung des Kronprinzen von Hannover und der Prinzessin Marie von Altenburg” Heinricha Marschnera[1][2]
- 28 lutego – w Berlinie odbyła się premiera Das Hoffest von Ferrara Giacoma Meyerbeera[1][2]
- 10 marca – w londyńskiej Exeter Hall miała miejsce premiera „The Lord is King” Williama Crotcha[1][2]
- 15 marca – w paryskiej Salle Le Peletier miała miejsce premiera opery Charles VI Fromentala Halévy’ego[1][2]
- 2 kwietnia – w paryskiej Salle Herz miała miejsce premiera „Le Moine bourru ou les Deux Poltrons” Jacques’a Offenbacha[1][2]
- 4 kwietnia – w Lipsku odbyła się premiera „Kirchliche Fest-Ouvertüre über den Choral ‘Ein feste Burg is unser Gott’” Otto Nicolaia[1][2]
- 10 maja – w paryskim Théâtre Favart miała miejsce premiera opery Angélique et Médor Ambroise’a Thomasa[1][2]
- 5 czerwca – w wiedeńskim Theater am Kärntnertor miała miejsce premiera opery Maria di Rohan Gaetana Donizettiego[1][2]
- 6 lipca – w Dreźnie odbyła się premiera „Das Liebesmahl der Apostel” WWV 69 Richarda Wagnera[1][2]
- 6 sierpnia – w Berlinie odbyła się premiera „Herr Gott, dich loben wir” Felixa Mendelssohna[1][2]
- 14 września – w paryskiej Salle Favart II miała miejsce premiera opery Lambert Simnel Adolpha Adama[1][2]
- 19 września – w Enns miała miejsce premiera „An dem Feste” Antona Brucknera[1][2]
- 10 października – w paryskiej Salle Favart II miała miejsce premiera opery Mina, ou Le ménage à trois Ambroise’a Thomasa[1][2]
- 13 listopada – w paryskiej Salle Le Peletier miała miejsce premiera opery Dom Sébastien, roi de Portugal Gaetana Donizettiego[1][2]
- 18 listopada – w Lipsku odbyła się premiera „Cello Sonata no.2” op.58 Felixa Mendelssohna[1][2]
- 1 grudnia – w Liège odbyła się premiera „Deuxième Duo sur le Quatuor de ‘Lucille’ de Grétry” op.17 Césara Francka[1][2]
- 4 grudnia – w Lipsku odbyła się premiera „Das Paradies und die Peri” op.50 Roberta Schumanna[1][2]

## Urodzili się
- 4 stycznia – Kamilla von Wimpffen, austriacka śpiewaczka operetkowa (sopran), ezoteryczka, filantropka (zm. 1898)
- 10 lutego – Adelina Patti, włoska śpiewaczka operowa (sopran) (zm. 1919)
- 14 lutego – Louis Diémer, francuski pianista i kompozytor (zm. 1919)
- 4 kwietnia – Hans Richter, austriacki dyrygent pochodzenia węgierskiego (zm. 1916)
- 8 kwietnia – Asger Hamerik, duński kompozytor muzyki klasycznej (zm. 1923)
- 2 maja – Karl Michael Ziehrer, austriacki kompozytor (zm. 1922)
- 20 maja – Miguel Marqués, hiszpański kompozytor (zm. 1918)
- 29 maja – Émile Pessard, francuski kompozytor (zm. 1917)
- 10 czerwca – Heinrich von Herzogenberg, austriacki kompozytor i dyrygent (zm. 1900)
- 15 czerwca – Edvard Grieg, norweski pianista, dyrygent i kompozytor (zm. 1907)
- 16 czerwca – David Popper, czeski wirtuoz gry na wiolonczeli (zm. 1913)
- 19 czerwca – Charles-Édouard Lefebvre, francuski kompozytor (zm. 1917)
- 5 sierpnia – James Scott Skinner, szkocki tancerz, skrzypek i kompozytor (zm. 1927)
- 10 sierpnia – Władysław Krogulski, polski aktor, dyrygent, perkusista, kompozytor, kronikarz teatrów warszawskich, związany z Teatrem Rozmaitości w Warszawie (zm. 1934)
- 20 sierpnia – Christine Nilsson, szwedzka śpiewaczka operowa (sopran) (zm. 1921)
- 4 września – Ján Levoslav Bella, słowacki ksiądz katolicki i teolog, kompozytor i dyrygent, nauczyciel muzyki (zm. 1936)
- 28 września – Jan Kazimierz Tatarkiewicz, polski aktor, reżyser, kompozytor (zm. 1891)
- 28 listopada – Émile Bernard, francuski kompozytor i organista (zm. 1902)
- 3 grudnia – Franz Xaver Neruda, morawski wiolonczelista i kompozytor (zm. 1915)
- 13 grudnia – George Stephănescu, rumuński kompozytor, dyrygent i pedagog (zm. 1925)
- 22 grudnia – Julius Bechgaard, duński kompozytor (zm. 1917)

## Zmarli
- 14 kwietnia – Joseph Lanner, austriacki kompozytor i skrzypek (ur. 1801)
- 24 lipca – C.J.A.H. Hoffmann, śląski kompozytor muzyki poważnej i kościelnej, dyrygent chórów, nauczyciel śpiewu (ur. 1801)